# Barão do Candal
Barão do Candal é um título nobiliárquico criado por D. Maria II de Portugal, por Carta de 4 de Abril de 1838, em favor de Manuel José Mendes Pacheco de Morais.
Titulares
1. Manuel José Mendes Pacheco de Morais, 1.º Barão do Candal;
2. António Pereira Cardoso Mendes de Campos, 2.º Barão do Candal.

Após a Implantação da República Portuguesa, e com o fim do sistema nobiliárquico, usou o título: 
1. Fernando de Castro Pereira Mouzinho de Albuquerque e Cunha, 3.º Barão do Candal.